# Sundby, Pedersöre
Sundby är en by i Pedersöre som ligger mitt emellan Nykarleby och Jakobstad i västra Finland.
Sundbys läge vid allfarvägen har gjort det utsatt, till exempel under Stora ofreden brände ryssarna de flesta av gårdarna. Många personer flydde då till Sverige. Det handlar egentligen om två byar i sydvästra hörnet av Pedersöre med gemensam skola och ungdomslokal, Sundby och Karby. Karby ligger strax söder om Sundby. Kungsstenen finns i Karby. År 1752 var Sveriges kung Adolf Fredrik på eriksgata i Österbotten. Enligt sägnen spisade han på den flata stenen.
I Sundby finns det en å som heter Sundbäcksån. Det finns också ca 15 sjöar i Sundby och Karby. Ett av bergen i Sundby heter Hällsundsberget. Enligt sägnen trodde man förr att man fick hälsa om man gick upp för berget.
Det har funnits ett gästgiveri i Sundby. Gästgiveriet var byggt i mitten av 1700-talet av virke som var avsett för Larsmo kyrka. Byggnaden uppfördes efter Stora ofreden, på platsen där en tidigare byggnad stått men bränts ner av ryssarna. I en av de stora salarna på övre våningen, Björnvikas salen, ordnades danser för herrskapsfolk från Jakobstad och Nykarleby på 1800-talet. Zacharias Topelius skrev i sin dagbok om en utfärd till danslokalen i Sundby:
"Vi voro 6 vagnar och 5 chaiser; en vacker rad. Hela Brunssällskapet och större delen af stadens ungdom. Endast Hindrik Backman var hindrad, som det sades. Framresan gick lyckligt och kl. 1 e. m. hunno vi Sundby, hvarest rummen redan voro i ordning, och nödiga arrangementer vidtagne. Aldrig hade jag någonsin kunnat ana att Localen på Sundby skulle vara så treflig. Vi uppehöllo oss i öfra våningen och dansade i södra salongen. Golfvet var på sina ställen mycket ojemt, hvaraf hände, att först Justus och sedan jag i valsen och brådskan gjorde opåräknade knäfall för våra damer."
Tsar Alexander II bytte häst vid Gästgivars under sin resa genom Österbotten på 1850-talet. Gästgiveriet brann ner 1981.